# Комплекс правительственных зданий (Дублин)
Правительственные здания (ирл. Tithe an Rialtais, англ. Government Buildings) — комплекс административных зданий в центре Дублина, где расположены ключевые органы исполнительной власти Ирландии. В здании находятся:
- Департамент Тишока (офис премьер-министра)
- Кабинет министров
- Офис генерального прокурора
- Департамент финансов
- Департамент государственных расходов и реформ

## История

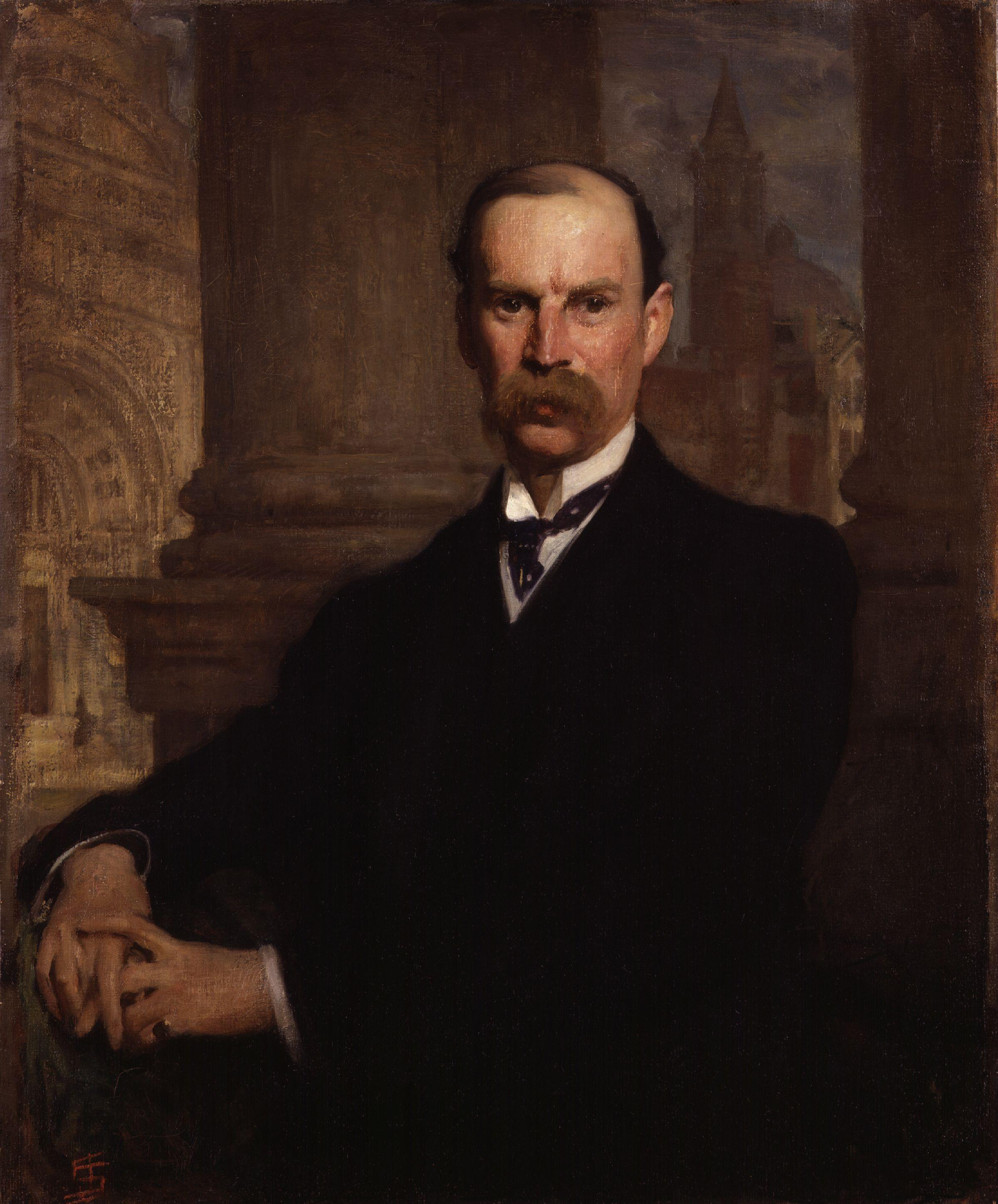
Астон Уэбб, главный архитектор здания

Здание было последним крупным государственным сооружением, построенным под британским управлением на территории современной Ирландии. Проект разработал британский архитектор Астон Уэбб, известный реконструкцией фасада Букингемского дворца. Строительство велось на месте снесённых георгианских домов с 1904 по 1911 год.
Первоначально здание предназначалось для Королевского научного колледжа. В июне 1921 года здесь состоялось первое заседание Парламента Южной Ирландии, созданного согласно Акту о правительстве Ирландии, однако мероприятие провалилось из-за низкой явки.
С образованием Ирландского Свободного государства в 1922 году здание стало использоваться правительственными учреждениями. Северное крыло заняли офисы премьер-министра и генерального прокурора, южное — Министерство финансов, а центральная часть оставалась за научным колледжем.
В 1980-х годах началась масштабная реконструкция комплекса под руководством премьер-министра Гаррета Фицджеральда. Проект, завершённый в 1991 году, включал:
- Современные офисные помещения
- Зал заседаний правительства
- Пресс-центр
- Вертолётную площадку
- Витражи Эви Хоун "Мои четыре зелёных поля"

Критики дорогостоящей реконструкции в период экономических трудностей прозвали здание "Чаз-Махал" (в честь Чарльза Хоги). Однако впоследствии проект получил архитектурные награды.

## Галерея

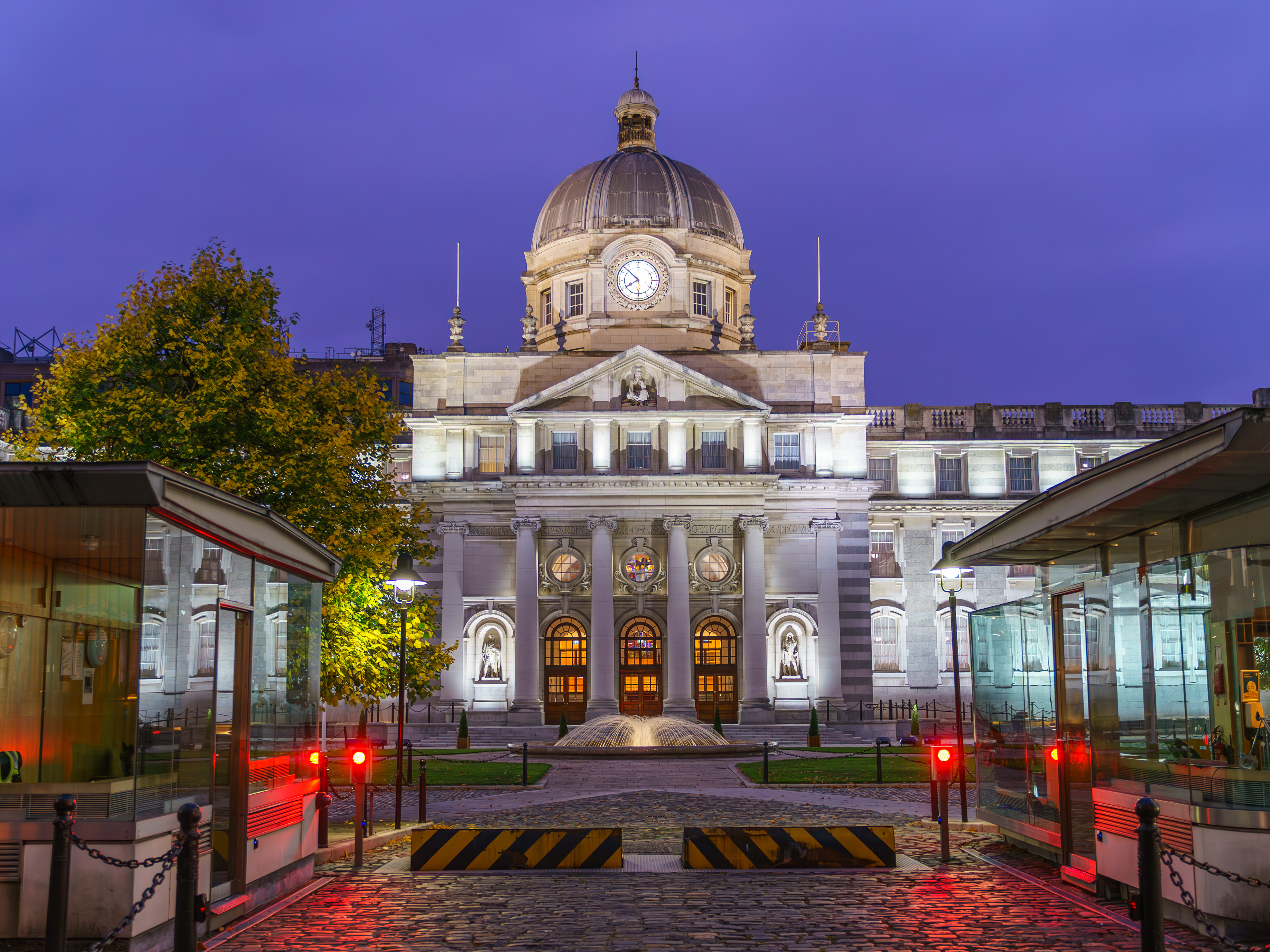
Вечерний вид на фасад здания
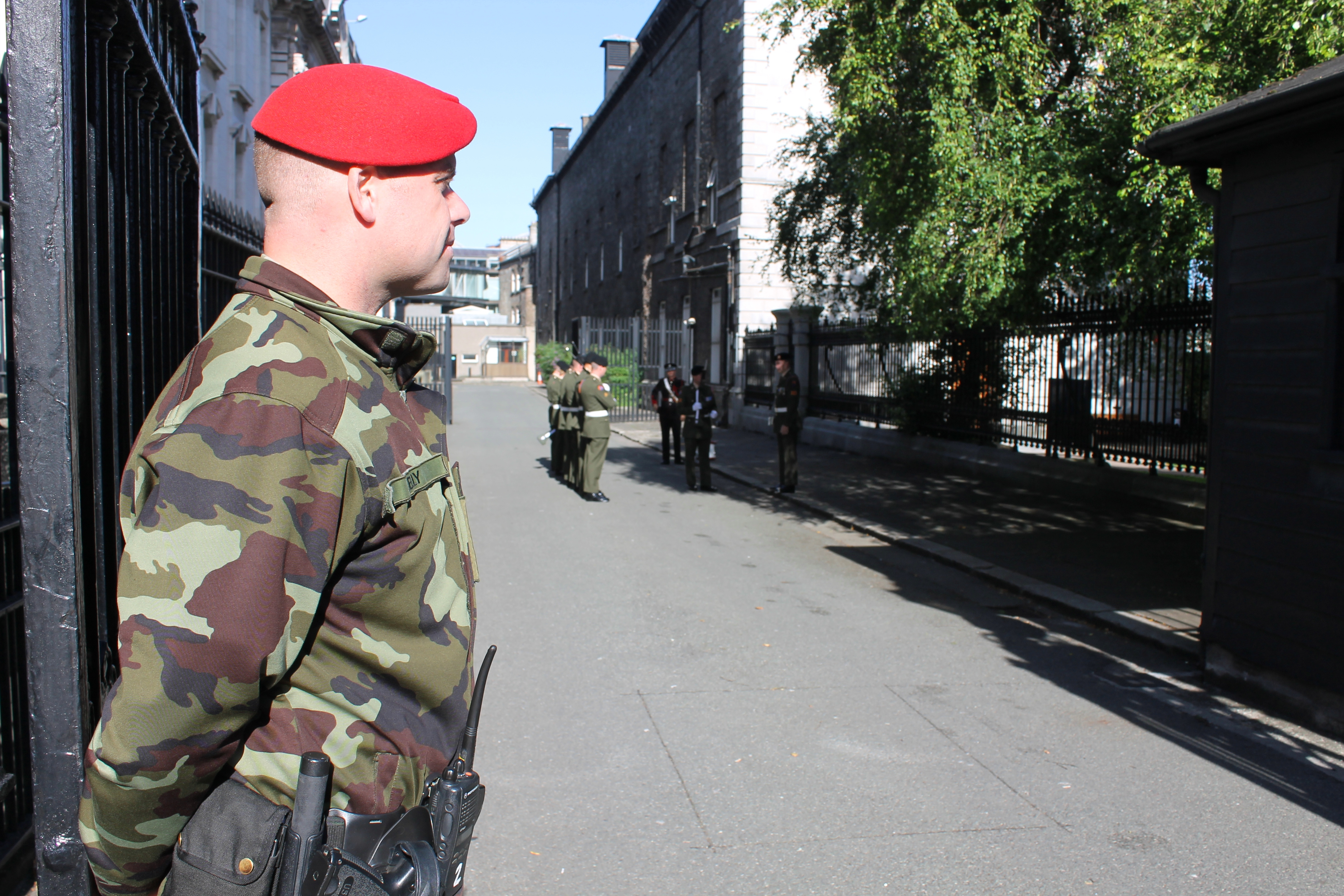
Вооружённый часовой у здания